# Tournoi qualificatif de l'OFC des moins de 17 ans 1986
Navigation
Nouvelle-Zélande 1983 Australie 1989
Le tournoi qualificatif de l'OFC des moins de 17 ans 1986 est la deuxième édition du tournoi qualificatif de l'OFC des moins de 17 ans qui a eu lieu à Kaohsiung, sur l'île de Taiwan du 7 au 14 décembre 1986. Le vainqueur obtient une qualification automatique pour la première Coupe du monde des moins de 17 ans, qui aura lieu au Canada en 1987. 
L'Australie, championne d'Océanie en titre, remporte le trophée et se qualifie donc à nouveau pour la Coupe du monde. L'équipe de Papouasie-Nouvelle-Guinée prend part pour la première fois à la compétition.

## Équipes participantes
- Taïwan - Organisateur
- Australie - Tenant du titre
- Nouvelle-Zélande
- Fidji
- Papouasie-Nouvelle-Guinée

## Résultats
Les 5 équipes participantes sont réparties en une poule unique où chaque équipe rencontre ses adversaires une fois. À l'issue des rencontres, le premier de la poule se qualifie pour la Coupe du monde.
| Rang | Équipe                    | Pts | J | G | N | P | Bp | Bc | Diff |  | Résultats (▼ dom., ► ext.) |  |     |     |     |     |
| ---- | ------------------------- | --- | - | - | - | - | -- | -- | ---- |  | -------------------------- |  | --- | --- | --- | --- |
| 1    | Australie                 | 6   | 4 | 3 | 0 | 1 | 10 | 1  | +9   |  | Australie                  |  | 0-1 | 3-0 | 3-0 | 4-0 |
| 2    | Nouvelle-Zélande          | 6   | 4 | 2 | 2 | 0 | 3  | 1  | +2   |  | Nouvelle-Zélande           |  |     | 1-0 | 0-0 | 1-1 |
| 3    | Taïwan                    | 4   | 4 | 2 | 0 | 2 | 5  | 6  | -1   |  | Taïwan                     |  |     |     | 2-1 | 3-1 |
| 4    | Papouasie-Nouvelle-Guinée | 2   | 4 | 0 | 2 | 2 | 1  | 5  | -4   |  | Papouasie-Nouvelle-Guinée  |  |     |     |     | 0-0 |
| 5    | Fidji                     | 2   | 4 | 0 | 2 | 2 | 2  | 8  | -6   |  | Fidji                      |  |     |     |     |     |

- L'Australie se qualifie pour la Coupe du monde des moins de 17 ans.

## Sources et liens externes
- (en) Feuilles de matchs et infos sur RSSSF